# Рацлавиці-Шльонські
Рацлавіце-Шльонські (пол. Racławice Śląskie, нім. Deutsch Rasselwitz) — село в Польщі, у гміні Ґлоґувек Прудницького повіту Опольського воєводства.
Населення — 1458 осіб (2011).

## Демографія
Демографічна структура станом на 31 березня 2011 року:
|          | Загалом | Допрацездатний вік | Працездатний вік | Постпрацездатний вік |
| -------- | ------- | ------------------ | ---------------- | -------------------- |
| Чоловіки | 720     | 141                | 512              | 67                   |
| Жінки    | 738     | 121                | 423              | 194                  |
| Разом    | 1458    | 262                | 935              | 261                  |